# Orfeó Universitari de València
L'Orfeó Universitari de València (OUV), igual que la Coral Polifònica Valentina, és una agrupació coral creada a la dècada dels quaranta i una de les societats corals més importants del País Valencià, a més de ser l'orfeó universitari més antic de l'estat espanyol. Anteriorment, es va fundar la Societat Coral El Micalet que ha destacat històricament sobretot amb el nom d'Orfeó del Micalet durant l'etapa de Francesc Llàcer Pla.

## Història
Fundat el 1947 en la Universitat de València, està format per estudiants, graduats i professors d'aquesta institució i de la Universitat Politècnica de València. N'han estat els directors Jesús Ribera i Faig (1947-1971), Eduardo Cifre Gallego (1972-1997), Josep Ramon Gil-Tárrega (1998-2004), Constantino Martínez-Orts (2005-2011) i, des de 2012, Francesc Valldecabres Sanmartín.
Les activitats de l'Orfeó es realitzen amb el patrocini de l'Àrea d'Activitats Musicals de la FGUV i del Santander, i gràcies a la col·laboració de la UVEG, UPV, CulturArts i Ajuntament de València.
Ha estat dirigit per P. Pirfano, O. Alonso, Enrique García Asensio, J. Ferriz, A. Blancafort, Luis Antonio García Navarro, B. Lauret, Manuel Galduf Verdeguer, Y. Traub, M. Tabachnik, A. Witt, J. Collado, C. Soler, J. Casas, R. Alessandrini, C. Spering o J. L. Martínez i ha col·laborat amb diverses agrupacions com ara les orquestres de València, l'Orquestra Simfònica de Radiotelevisió Espanyola i del CSMV, Filharmònica de la Universitat de València, Nacional de Catalunya, Filharmònica de Madrid i Simfònica de Castelló, o amb grups com ara Spanish Brass Luur Metalls, Amores Grup de Percussió, Lux Venti i Música Trobada.
Des de 1992 coorganitza el Festival Internacional de Cors Universitaris (FICU). Fins ara, l'OUV n'ha organitzat quatre edicions en què han participat més de seixanta corals universitàries d'arreu del món. Els últims anys ha participat en totes les edicions realitzades d'El Messies participatiu (IVM-La Caixa). Així mateix, ha participat en projectes singulars com el festival Greenspace de Heineken, amb música de cinema, sota la direcció de R. Baños; els concerts de comiat del grup Obrint Pas, al Teatre Principal, o el projecte docent Òpera Prima, amb la representació de Dido and Aeneas, escrita pel compositor anglès Henry Purcell. Darrerament ha creat tota una xarxa de projectes educatius amb la col·laboració de diferents institucions, que en completen el vessant formatiu, i s'ha relacionat amb altres modalitats artístiques, amb el Projecte Residències, per tal de crear espais interdisciplinaris.

## Principals interpretacions

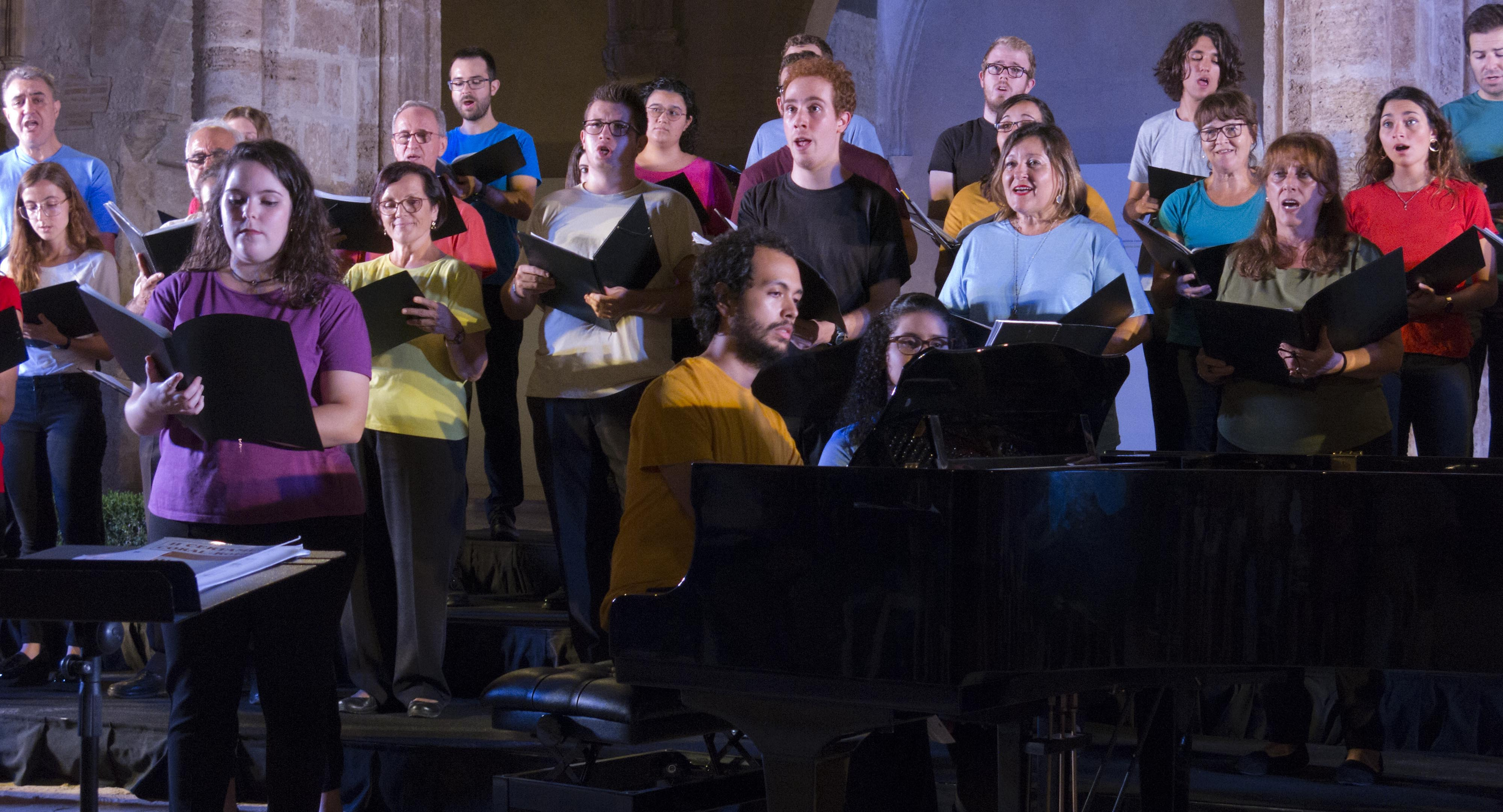

L'any 1951 va fer la primera actuació simfònica, en el Teatre Infanta Isabel, Madrid, interpretant la Missa de la Coronació, Missa en do major per a cor, solistes i orquestra, composta per Wolfgang Amadeus Mozart, amb l'Orquestra Nacional Universitària. Recentment, l'any 2017 va interpretar Stabat Mater del compositor txec Antonín Dvořák. En maig del 2018 va cantar el Rèquiem de Mozart a Llíria, amb una orquestra de músics professionals de Llíria. A l'estiu del 2018 interpretà Les noces de Ígor Stravinski, i en octubre del 2018 ha interpretat amb l'orquestra de València i l'Orfeó pamplonès La Resurrecció, de Gustav Mahler.
Ha interpretat les principals obres del repertori coral i simfonicocoral i ha realitzat les estrenes a Espanya de Carmina Burana i Catulli Carmina, de Carl Orff; Te Deum de Zoltán Kodály; Missa en fa menor de Anton Bruckner; Amahl and the Night Visitors, òpera per a la televisió (1951) de Gian Carlo Menotti; Chichester Psalms, de Leonard Bernstein; Cantata txeca, de Bedřich Smetana; Gloria de Poulenc; Alexander Nevsky, de Serguei Prokófiev; Threni de Ígor Stravinski; El cant dels boscos, de Dmitri Xostakóvitx; Lux aeterna, de Morten Lauridsen; etc. Ha realitzat les estrenes absolutes del Te Deum de C. Cano; De profundis, d'Esplà; Missa solemnis, de Lammerz; L'adéu de Lucrècia Borja, de Carles Santos Ventura; Pax et bonum, de C. Martínez-Orts, Ab urbe condita, de R. Pastor, i Eroticitats, de P. de Luis. També ha fet l'estrena mundial de la versió per a banda i cor de la novena simfonia de Beethoven, realitzada per Juan Vicente Mas Quiles i editada per l'editorial Schott.

## Premis
Ha obtingut el primer premi en totes les edicions del Concurs Nacional de Cors Universitaris, n'ha estat seleccionat entre els millors del món i ha participat en els festivals internacionals de cors universitaris celebrats a Lille, Nova York, Coïmbra, Manila, Roma, Poznan, etc. Ha aconseguit premis en els concursos de Llangollen i de Knock, i el primer premi del Concurs Internacional de Cors Universitaris a Pardubice (República Txeca), en què obtingué, el 1988, el Premi al Millor Cor en les deu edicions i hi fou invitat com a cor d'honor.Ha estat guardonat amb el Premi del Jurat en el Festival Vivace 2001 de Veszprém (Hongria), amb la medalla d'argent per a cor mixt en els Choir Olympic Games 2006 de Xiamen i amb el Premi d'Havaneres i del Públic en el 53é Certamen Internacional d'Havaneres i Polifonia de Torrevella.
Ha realitzat gires per França, Alemanya, Itàlia, Bèlgica, Suïssa, Txecoslovàquia, Hongria, Àustria, Portugal, Rússia, EUA, Índia, Filipines, Xina, etc. Ha gravat discos de música coral dels estils més variats i posseeix la Màxima Condecoració Universitària amb caràcter col·lectiu i la Fulla de Llorer de la Cultura de l'Associació València de Premsa, la Distinció de l'Orde de Jaume I, l'Alta Distinció de la Generalitat Valenciana, la Medalla d'Or de la Ciutat de València, la Medalla de la Universitat de València i la Medalla de la Universitat Politècnica de València.